# Prithvírádža III. Čauchan
Prithvírádža III. Čauchan (kolem 1165 – 1192 u Tarajnu) byl od roku 1178 do své smrti rádžpútský král z rodu Čauchanů, panující v regionu Dillí a Adžméru. Zprvu dokázal muslimské invazi do Indie vzdorovat a v první bitvě u Tarajnu (1191) muslimy v čele konfederace rádžpútských knížat odrazit. Ve druhé bitvě u Tarajnu v roce 1192 však byl Muhammadem z Ghuru poražen, zajat a popraven. Vítězství umožnilo muslimům trvale obsadit severní Indii.